# Martin Prinoth
Martin Prinoth (* 15. März 1983 in Bozen) ist ein deutsch-italienischer Film- und Theaterregisseur und Kameramann, der im rätoromanischen Urtijëi in Südtirol aufgewachsen ist. Er ist Mitglied des Künstler-Duos TÒ SU, gemeinsam mit Martina Mahlknecht.

## Leben
Martin Prinoth studierte Kommunikationswissenschaften an der Paris-Lodron-Universität Salzburg, danach Film an der Hochschule für bildende Künste Hamburg, die er 2013 absolvierte. Während des Studiums gründete er das Künstlerkollektiv YOVO! YOVO! und war mit dem Langzeitprojekt enframing home (2011–2013) auf der Bénin Biennale der Sharjah-Biennale und der Marrakech-Biennale vertreten. 
Seit 2020 arbeitet er mit Martina Mahlknecht als transdisziplinäres KünstlerInnen-Duo unter dem Namen TÒ SU (rätoromanisch für „aufzeichnen, dokumentieren, einbeziehen“). In seinen Arbeiten erforscht er transkulturelle Grenzräume in einer globalisierten Welt und setzt sich kritisch mit eurozentrischen Narrativen auseinander. Seine Produktionen umfassen hybride Formate, die Dokumentarfilm, Virtual Reality und Theater miteinander verbinden und in Kinos, Theatern und Ausstellungsräumen präsentiert werden. Die Projekte werden zum Großteil innerhalb der eigenen Produktionsfirma TÒSU Film OHG mit Sitz in Hamburg entwickelt und produziert. Die Arbeiten wurden auf der Biennale di Venezia, der Mostra de São Paulo, dem DOK Leipzig, dem Visioni Italiane und auf Kampnagel Hamburg präsentiert.
Martin Prinoth lebt und arbeitet mit seiner Familie in Hamburg, ist Gerd Ruge und Wim Wenders Stipendiat, sowie Alumnus des College Cinema VR der Biennale di Venezia, der Robert Bosch Stiftung und des ESoDoc Programms, Mitglied der MOIN Nest Community und Stipendiat der Zeit-Stiftung Bucerius.

## Künstlerisches Werk (Auswahl)

### Film / Multimedia
- 2024 Below Deck, VR documentary play. Official selection 81. Mostra internazionale d’arte cinematografica Venice Immersive, Official Selection One World Festival Prague 2025
- 2023 Reports From the Void, Kinokurzfilm. Visioni Italiane Bologna, Vienna International Shorts, Nordische Filmtage Lübeck
- 2023 Overseas, immersive Filminstallation. Spielzeiteröffnung 2022/23 Kampnagel Hamburg Germany, Transart Festival 22
- 2021 Arte Kurzschluss Portrait, ARTE.tv
- 2021 Der Geizige, zusammen mit Leander Haußmann. Theaterfilm nach Molière
- 2020 Ode an die Freiheit, zusammen mit Antú Romero Nunes. Theaterfilm nach Friedrich Schiller.
- 2020 Bunter Fleck, Musikvideo für Lia Sahin
- 2017 Die fünfte Himmelsrichtung, Dokumentarfilm. 60th DOK Leipzig International Programme, 42nd Mostra São Paulo
- 2013 Le Creature del Vesuvio, Essay-Film. 37. Duisburger Filmwoche, Napoli Film Festival / 1.prize Vesuvio Award

### Theater / Multimedia
- 2025 Oh Europa! Dangerous Games multimediales Dokumentartheater. Kampnagel Hamburg 2025, Angewandte Festival Wien
- 2023 The Staff Your Dreams Are Made Of immersive Filminstallation. Spielzeiteröffnung 2023/2024 Kampnagel Hamburg,
- 2020 Hack Me Baby immersive Filminstallation. Spielzeiteröffnung 2021/22 Kampnagel Hamburg Deutschland
- 2014 CGI - The Coffee Grounds Index, Mixed Media Performance. Marrakech Biennial 2014.
- 2013 enframing home II, Mixed Media Filminstallation. Sharjah Biennial 11
- 2012 enframing home I, Mixed Media Filminstallation. Bénin Biennial 2012

### Kamera
- 2025 Oh Europa! Dangerous Games
- 2025 Orestie / Regie Nicolas Stemann
- 2024 Below Deck
- 2024 Das Fest der Liebe / Buch, Regie Jan Georg Schütte
- 2023 The Staff Your Dreams Are Made Of
- 2022 Overseas
- 2022 Das Begräbnis / Buch, Regie Jan Georg Schütte
- 2021 Hack Me Baby
- 2021 Der Geheimagent / Regie Frank Castorf
- 2020 Ode an die Freiheit
- 2020 Bunter Fleck
- 2020 Hamlet / Regie Jette Steckel
- 2019 Liliom / Regie Kornél Mundruczó
- 2019 Gasmann / Buch Akin Sipal Buch, Regie Arne Körner
- 2018 Hänsel und Gretel / Regie Ene-Liis Semper, Tiit Ojasoo
- 2017 Crudeland / Buch, Regie Mpumelelo Paul Grootboom
- 2016 Weltklimakonferenz Rimini Protokoll
- 2015 The Bicycle / Buch, Regie Arne Körner
- 2015 Ein Endspiel / Buch, Regie Lilli Tahlgott
- 2014 R(h)ein Gold / Regie Nicolas Stemann
- 2013 Le Creature del Vesuvio
- 2013 Kommune der Wahrheit / Regie Nicolas Stemann
- 2013 Kein Licht II / Regie Akira Takayama
- 2013 enframing home II
- 2012 enframing home I

## Auszeichnungen und Stipendien (Auswahl)
- 2024 MOIN Nest Space Alumnus
- 2024 Stipendium der Zeit-Stiftung Bucerius
- 2023 College Cinema VR bei La Biennale di Venezia
- 2023 Bozen Filmfestival Bolzano Reports from the Void (Nominierung IDM Award)
- 2023 Stiftung Kunstfonds NeustartPlus Stipendium
- 2022 Wim Wenders Projektstipendium NRW
- 2020 ESoDoc Alumnus
- 2020 Stiftung Kunstfonds Stipendium Künstlerinnen mit Kindern
- 2019 Grenzgänger Stipendium Robert Bosch Stiftung
- 2018 Hauptpreis Visioni Italiane Bologna, Die fünfte Himmelsrichtung (Bester Dokumentarfilm)
- 2018 D.E-R. Award Student Prize, Die fünfte Himmelsrichtung (Bester Dokumentarfilm)
- 2018 Hauptpreis Euganea Film Festival, Die fünfte Himmelsrichtung (Bester Dokumentarfilm)
- 2018 Hauptpreis Migranti Film Festival, Die fünfte Himmelsrichtung (Bester Dokumentarfilm)
- 2017 Dokumentarfilmpreis des Goethe-Instituts, DOK Leipzig, Die fünfte Himmelsrichtung (Nominierung Bester Dokumentarfilm)
- 2017 Gerd Ruge Stipendium für Dokumentarfilm NRW